# 22 شوال
- السبت
- الأحد
- الاثنين
- الثلاثاء
- الأربعاء
- الخميس
- الجمعة

- 2929 مارس 2025
- 130 مارس 2025
- 231 مارس 2025
- 31 أبريل 2025
- 42 أبريل 2025
- 53 أبريل 2025
- 64 أبريل 2025
- 75 أبريل 2025
- 86 أبريل 2025
- 97 أبريل 2025
- 108 أبريل 2025
- 119 أبريل 2025
- 1210 أبريل 2025
- 1311 أبريل 2025
- 1412 أبريل 2025
- 1513 أبريل 2025
- 1614 أبريل 2025
- 1715 أبريل 2025
- 1816 أبريل 2025
- 1917 أبريل 2025
- 2018 أبريل 2025
- 2119 أبريل 2025
- 2220 أبريل 2025
- 2321 أبريل 2025
- 2422 أبريل 2025
- 2523 أبريل 2025
- 2624 أبريل 2025
- 2725 أبريل 2025
- 2826 أبريل 2025
- 2927 أبريل 2025
- 3028 أبريل 2025
- 129 أبريل 2025
- 230 أبريل 2025
- 31 مايو 2025
- 42 مايو 2025

22 شوَّال أو 22 شوَّال المُکَرَّم أو 22 شوَّال المكرَّمة أو يوم 22 \ 10 (اليوم الثاني والعشرون من الشهر العاشر) هو اليوم الثامن والثمانون بعد المائتين (288) من أيَّام السنة (أو التاسع والثمانون بعد المائتين لو كان شهر شعبان مُتممًا لليوم الثلاثين أو التسعون بعد المائتين لو أتم كلاً من صفر وربيع الآخر وجمادى الآخرة وشعبان ثلاثين يوماً) وفق التقويم الهجري القمري (العربي). يبقى بعده 66 أو 67 يومًا لانتهاء السنة.

## أحداث
- 503هـ - القوات الصليبية تحتل مدينة بيروت التي أطلقوا عليها اسم «جوتييه» وعاثوا فيها فسادًا وارتكبوا مذابح مروعه فيها، حيث كان سكانها خليطاً من المسلمين والمسيحيين، وقد حوصرت بيروت لمدة 11 أسبوعًا حتى سقطت عندما تمكن اليأس من المدافعين عنها وعلى الرغم من حصول سكانها على وعد بالأمان من الملك بلدوين مقابل فتح أسوارها أمام قواته إلا أنه أخلف وعده وانطلق جنوده يقتلون السكان حتى امتلأت الشوارع بالدماء.
- 1315هـ - صدور العدد الأول من مجلة المنار التي أصدرها الشيخ محمد رشيد رضا، واستمر صدورها نحو أربعين سنة، وعنيت المجلة بنشر الفكر الإسلامي المعتدل، ومحاربة البدع والخرافات، والدعوة إلى إصلاح التعليم.
- 1330هـ - الدولة العثمانية تنسحب من الحرب الليبية بعد توقيعها معاهدة أوشي مع إيطاليا، وتترك الليبيين للجهاد بمفردهم أمام القوات الإيطالية.
- 1372هـ - افتتاح إذاعة صوت العرب في العاصمة المصرية القاهرة.
- 1379هـ - استقلال طنجة وضمها إلى المغرب.
- 1381هـ - انقلاب عسكري في سوريا بقيادة عبد الكريم النحلاوي ضد حكومة معروف الدواليبي.
- 1384هـ - اكتشاف أضخم بئر للبترول في مصر بمنطقة خليج السويس من قبل شركة بان أمريكان.
- 1392هـ - التوقيع على «بيان طرابلس للوحدة اليمنية» بين جمهورية اليمن الديمقراطية الشعبية والجمهورية العربية اليمنية.
- 1416هـ - افتتاح مركز الدراسات الإسلامية في كلية الدراسات الشرقية والأفريقية بجامعة لندن الذي يأتي واحدًا من أهداف كرسي الملك فهد للدراسات الإسلامية بالجامعة والذي تبرع بانشائة خادم الحرمين الشريفين الملك فهد بن عبد العزيز آل سعود.
- 1429هـ - سفير الكويت لدى العراق علي المؤمن يقدم أوراق اعتماده إلى الرئيس العراقي جلال طالباني ليكون أول سفيرًا كويتيًا في العراق منذ غزو العراق للكويت.
- 1431هـ - محكمة هندية تصدر حكمًا لصالح تقاسم أرض مسجد بابري المتنازع عليه بين الهندوس والمسلمين منذ عشرات السنين، على أن يمنح للمسلمين ثلث الأرض ويتم تقاسم الثلثين الباقيين على الجماعات الهندوسية.
- 1432هـ - اغتيال الرئيس الأفغاني السابق رئيس المجلس الأعلى للسلام برهان الدين رباني بهجوم انتحاري استهدف منزله في العاصمة الأفغانية كابل.
- 1442هـ - غرق السفينة الإيرانية آي آر آي إس خرج، في خليج عُمان بالقرب من جاسك بعد اندلاع حريق فيها، ونجاة طاقمها. وهي أكبر سفينة نقل بترول في البحرية الإيرانية.

## مواليد
- 1385هـ - حنان الطويل، ممثلة مصرية.
- 1390هـ - سهيل خان، مخرج هندي.
- 1402هـ -
  - مريم أوزرلي، ممثلة تركية ألمانية.
  - رشا مهدي، ممثلة مصرية.

## وفيات
- 354هـ - ابن حبان، إمام حافظ وطبيب وفلكي مسلم.
- 1389هـ - محب الدين الخطيب، محقق ومؤلف سوري.
- 1429هـ - براك المرزوق، رئيس ديوان المحاسبة الكويتي.
- 1432هـ -
  - محمود صايمة، ممثل أردني.
  - برهان الدين رباني، رئيس أفغانستان.
- 1433هـ - سامي إحسان، ملحن سعودي.
- 1436هـ - سعود الدوسري، مذيع سعودي.

## وصلات خارجية
- موقع قصة الإسلام: حدث في شهر شوَّال.